# Jedwabna drabinka
Jedwabna drabinka (wł. La Scala di Seta) – jednoaktowa opera buffa Gioacchina Rossiniego do libretta napisanego przez Giuseppego Marię Foppę. 
Jej premiera odbyła się 9 maja 1812 roku w Teatro San Moisè w Wenecji. To piąta wystawiona opera Rossiniego i trzecia z cyklu weneckich jednoaktówek. Uwertura opery jest obecna we współczesnym repertuarze koncertowym. Partytura autografu, wcześniej uważana za zaginioną, została odnaleziona w 1973 roku w Szwecji i znajduje się w kolekcji Nydahl w Stiftelsen Musikkulturens Främjande w Sztokholmie. Jest najwcześniejszym znanym rękopisem opery Rossiniego. 

## Powstanie opery
Rossini pierwsze ważne kroki w operze postawił w małym teatrze San Moisè w Wenecji, dla którego w latach 1810–1813 napisał pięć fars: Weksel małżeński, Szczęśliwe oszukanie, Jedwabna drabinka, Okazja czyni złodzieja i Signor Bruschino. Tego typu krótkie opery były popularne w Wenecji na przełomie XVIII i XIX wieku. Utwory były kameralne, z obsadą od pięciu do siedmiu wokalistów, zawsze z parą kochanków, co najmniej dwiema rolami farsowymi i jedną lub dwiema postaciami epizodycznymi. Biorąc pod uwagę sukces odniesiony przez Szczęśliwe oszukanie, dyrektor teatru San Moisè, Antonio Cera, zaproponował Rossiniemu napisanie trzech kolejnych fars; napisał też list do matki kompozytora, Anny Guidarini, w którym przepowiedział sławę jej syna. Reputacja Rossiniego jako kompozytora stale rosła, niezależnie od tego, że jego niektóre dzieła nie zyskały powodzenia.
Jako librecistę, dyrektor teatru zaproponował Rossiniemu ponownie Giuseppego Foppę, który wcześniej napisał libretto do Szczęśliwego oszukania. Foppa przedstawił temat niezbyt oryginalny, oparty na francuskiej komedii L'Échelle de soie Eugène’a de Planarda, sztukę komiczną wystawioną w Paryżu 22 sierpnia 1808 roku. Temat znany także z innych komedii XVIII wieku. Współcześni krytycy zwracają uwagę na podobieństwo do Potajemnego małżeństwa (Il matrimonio segreto) Domenico Cimarosy.
Opera Rossiniego miała swoją premierę 9 maja 1812 roku w Teatro San Moisè w Wenecji, ale nie odniosła sukcesu. Powodem było libretto, które było zbyt podobne do popularnego wówczas Potajemnego małżeństwa Domenica Cimarosy z 1792 roku. Po dwunastu przedstawieniach o operze zapomniano, do czego przyczyniły się krytyczne oceny biografów kompozytora i Stendhala, wielkiego entuzjasty Rossiniego. Podjęto kilka prób jej przywrócenia, m.in. w Senigallii (1813), Sienie (1818), Barcelonie (1823) i Lizbonie (1825). 
W XX wieku Jedwabna drabinka była kilkukrotnie wystawiana we Włoszech, między innymi w 1952 roku na Festiwalu Maggio Musicale Fiorentino oraz w 1961 roku w Piccola Scala w Mediolanie. Niemiecka premiera odbyła się w Schwetzingen w 1965 roku.
Przez długi czas rękopis partytury uznawano za zaginiony. Okazało się, że kupił go Rudolf Nydahl, szwedzki muzyk i oficer okrętowy, do swojej kolekcji rękopisów muzycznych. Po jego śmierci w 1973 roku zbiór ten został poddany naukowej ocenie, a Fondazione Rossini mogła opublikować nową, krytyczną publikację autorstwa szwedzkiego muzykologa Andersa Wiklunda. Wstępna wersja tego opracowania została po raz pierwszy wykonana z wielkim sukcesem latem 1988 roku na Rossini Opera Festival w Pesaro z gwiazdorską obsadą (Luciana Serra, Cecilia Bartoli, William Matteuzzi, Natale de Carolis, Roberto Coviello i Oslavio Di Credico), zanim została wydana trzy lata później. W 2000 roku w Pesaro miała miejsce równie udana nowa inscenizacja. Niemiecka premiera tej oryginalnej wersji miała miejsce w 1989 roku na festiwalu muzyki Rossiniego w Bad Wildbad. 
18 marca 1992 roku operę po raz pierwszy pokazano w Warszawie w Warszawskiej Operze Kameralnej w reżyserii Jitki Stokalskiej. 10 października 1992 roku opera miała premierę w Krakowie w Teatrze Słowackiego w reżyserii Józefa Opalskiego
Pod względem muzycznym opera zawiera wiele cenionych fragmentów, m.in. kwartet Sì che unito a cara sposa, arię Giulli Il mio ben sospiro e chiamo, arię Dorvila Vedrò qual sommo incanto, a przede wszystkim uwerturę, które na trwałe weszła do kanonu muzyki koncertowej. 

## Treść opery
Giulia mieszkająca w domu opiekuna Dormonta poślubiła potajemnie Dorvila. Ten co noc wspina się do jej pokoju po jedwabnej drabince. Nieświadomy tego Dormont, opiekun Giulii, chce, aby podopieczna wyszła za mąż za jego dobrego znajomego Blansaca. Kuzynka Giulii Lucilla i służący Dormonta Germano omal nie odkrywają prawdy, ale Giulii udaje się ukryć kochanego męża w garderobie. Kiedy Lucilla i Germano wychodzą, Dorvil ucieka po drabince, ustalając termin kolejnego spotkania na następną noc. Wkrótce potem Dormont zawiadamia Giulię, że odwiedzi ich Blansac. Wiadomość ta bardzo niepokoi Giulię, a także jej kuzynkę Lucillę. Kuzynka jest zakochana w Blansacu. Dormont wita przybywającego Blansaca i Dorvila, który ma być świadkiem na ślubie. Dorvil ostrzega Blansaca, że Giulia go nie kocha, ale okazuje się, że Blansac też nie darzy jej uczuciem. Blansac wyznaje miłość Lucilli. Pijany służący Germano, który usłyszał o umówionej nocnej schadzce Giulii i Dorvila, opowiada o tym wszystkim. O północy po jedwabnej drabince wspinają się więc kolejno Dorvil, Blansac i na koniec Dormont. Opiekun poznaje całą prawdę i akceptuje związki Giulii i Dorvila oraz Lucilli i Blansaca. 

## Numery muzyczne
- Uwertura[8]:

1. Introdukcja (Giulia, Germano, Lucilla) − Va’ sciocco, non seccarmi, scena 1
2. Duet (Giulia, Germano) − Io so ch’hai buon core, scena 4
3. Aria (Dorvil) − Vedrò qual sommo incanto, scena 6
4. Kwartet (Blansac, Giulia, Germano, Dorvil) − Sì che unito a cara sposa, scena 7
5. Aria (Lucilla) − Sento talor nell’anima, scena 9
6. Recytatyw i Aria (Giulia) − Il mio ben sospiro e chiamo, scena 12
7. Aria (Germano) − Amore dolcemente, scena 13
8. Finał − Dorme ognuno in queste soglie, scena 16.